# ناحیه ماترسبورگ
ناحیه ماترسبورگ (به آلمانی: Mattersburg District) یک ناحیه در اتریش است که در بورگن‌لاند واقع شده‌است. ناحیه ماترسبورگ ۳۹٬۱۷۵ نفر جمعیت دارد.